# Carl Papke
Carl Papke, född den 1 oktober 1687 i Lund, död den 1 februari 1740, var en svensk professor och biskop. Han var son till biskop Christian Papke.
Papke, som blivit faderlös som sjuåring, inskrevs sexton år gammal som student vid Lunds universitet 1703. Hans främste lärare var Andreas Rydelius. År 1706 blev han filosofie magister och bedrev därefter under ett par år (1708–1710) studier i Tyskland. Sedan han återkommit till Lund bedrev han enskild undervisning för universitetets studenter, men lyckades under många år inte få någon fast tjänst vid universitetet. 1716 utnämnde Karl XII honom dock – utan att han själv ansökt om det – till professor i "romersk vältalighet". Efter fjorton år på denna post avancerade han 1730 till professuren i logik och metafysik och efter detta gick hans akademiska karriär mycket raskt. Han blev 1731 tredje professor i teologi, 1733 andre dito och erhöll slutligen 1735 förstaprofessuren i detta ämne och den därtill kopplade befattningen som domprost. Slutligen krönte han 1738 sin bana genom att väljas till biskop i Lunds stift och därmed även bli universitetets prokansler. Dessa sista poster fick han dock bara inneha en kort tid innan han avled 1740, 52 år gammal.
Papke hade sedan 1718 även varit inspektor för den Skånska nationen, en post han upprätthöll fram till 1739.
Papke publicerade under sin bana åtskilliga avhandlingar på latin och lät också utge av trycket ett antal likpredikningar han hållit över olika personer, däribland sin läromästare Rydelius. Martin Weibull karaktäriserar i sin universitetshistorik från 1868 Papke som "ädelsinnad, from, oegennyttig".